# Чартер-Оук (Каліфорнія)
Чартер-Оук (англ. Charter Oak) — переписна місцевість (CDP) в США, в окрузі Лос-Анджелес штату Каліфорнія. Населення — 9739 осіб (2020).

## Географія
Чартер-Оук розташований за координатами 34°6′9″ пн. ш. 117°51′23″ зх. д. / 34.10250° пн. ш. 117.85639° зх. д. (34.102483, -117.856315).  За даними Бюро перепису населення США в 2010 році переписна місцевість мала площу 2,40 км², уся площа — суходіл.

## Демографія
Згідно з переписом 2010 року, у переписній місцевості мешкало 9310 осіб у 3044 домогосподарствах у складі 2265 родин. Густота населення становила 3874 особи/км².  Було 3144 помешкання (1308/км²).
Расовий склад населення:
| - 60,2 % — білих - 11,1 % — азіатів - 4,4 % — чорних або афроамериканців - 0,9 % — корінних американців - 0,2 % — вихідців з тихоокеанських островів - 18,2 % — осіб інших рас |

До двох чи більше рас належало 5,1 %. Частка іспаномовних становила 48,8 % від усіх жителів.
За віковим діапазоном населення розподілялося таким чином: 25,3 % — особи молодші 18 років, 64,8 % — особи у віці 18—64 років, 9,9 % — особи у віці 65 років та старші. Медіана віку мешканця становила 35,4 року. На 100 осіб жіночої статі у переписній місцевості припадало 94,6 чоловіків;  на 100 жінок у віці від 18 років та старших — 90,7 чоловіків також старших 18 років.
Середній дохід на одне домашнє господарство  становив 71 849 доларів США (медіана — 61 620), а середній дохід на одну сім'ю — 79 419 доларів (медіана — 71 818). Медіана доходів становила 49 325 доларів для чоловіків та 43 194 долари для жінок. За межею бідності перебувало 11,6 % осіб, у тому числі 15,8 % дітей у віці до 18 років та 9,4 % осіб у віці 65 років та старших.
Цивільне працевлаштоване населення становило 3964 особи. Основні галузі зайнятості: освіта, охорона здоров'я та соціальна допомога — 27,9 %, роздрібна торгівля — 13,1 %, науковці, спеціалісти, менеджери — 11,5 %.